# Glenn L. Martin Company
Glenn L. Martin Company je bilo ameriško letalskovesoljsko podjetje, ki ga je ustanovil pionir letalstva Glenn L. Martin. Martin je zasnoval veliko pomembnih ameriških letal, vendar se je v 1950ih počasi umaknil s tega področja in začel načrtovati vodljive rakete in vesoljsko tehniko. Leta 1961 se je podjetje združilo s American-Marietta Corporation v novo podjetje Martin Marietta. Le-to pa se je leta 1995 združilo z Lockheedom v podjetje Lockheed Martin, ki še vedno obstaja danes.

## Izdelki

### Šolska letala
- Martin T
- Martin S
- Martin N2M

### Bombniki in jurišniki
- Martin MB-1
- Martin NBS-1
- Martin T3M
- Martin T4M
- Martin XT6M
- Martin B-10/B-12/XB-13/XB-14/O-15/O-45
- Martin 146
- Martin 187 Baltimore
- Martin BM (dive bomber)
- Martin XB-16 (not built)
- Martin Maryland
- Martin B-26 Marauder
- Martin XB-27
- Martin B-29 Superfortress
- Martin 187 Baltimore
- Martin XB-33 Super Marauder
- Martin AM Mauler
- Martin P4M Mercator
- Martin XB-48
- Martin XB-51
- Martin B-57
  - Martin RB-57D Canberra
  - Martin/General Dynamics RB-57F Canberra
- Martin 316/XB-68

### Izvidniška letala
- Martin S
- Martin MS
- Martin MO

### Vojaška vodna letala
- Martin PM
- Martin P3M
- Martin PBM Mariner
- Martin JRM Mars
- Martin P5M Marlin
- Martin P6M SeaMaster
- Martin P7M SubMaster

### Potniška letala
- Martin M-130 China Clipper
- Martin M-156
- Martin 2-0-2
- Martin SeaMistress
- Martin 4-0-4

### Letalski motorji
- Martin 333, 4-valjni obratni vrstni motor

### Rakete (orožje)
- AAM-N-4 Oriole
- ASM-N-5 Gorgon V
- MGM-1 Matador
- MGM-13 Mace
- MGM-18 Lacrosse
- Bold Orion
- Titan (družina raket)
  - SM-68 Titan
  - HGM-25A Titan I
  - LGM-25C Titan II
- Viking (raketa)

### Vesoljske rakete
- Vanguard
- Titan II GLV
- Titan III
  - Titan IIIB
  - Titan IIIC
- Titan IV